# Feldflieger-Abteilung 9
Feldflieger-Abteilung Nr. 9 – FFA 9 jednostka obserwacyjna i rozpoznawcza lotnictwa niemieckiego Luftstreitkräfte z początkowego okresu I wojny światowej.

## Informacje ogólne
W momencie wybuchu I wojny światowej z dniem 1 sierpnia 1914 roku jako jednostka pomocnicza 2 Armii Cesarstwa Niemieckiego została przydzielono do większej jednostki Batalionu Lotniczego Nr.3 (Kolonia).
Pierwszym dowódcą jednostki został kapitan Musset. W początkowym okresie działalności jednostka była przydzielona do Abteilungen im Bereich der 1. Armee (A.O.K. 1) i stacjonowała na lotnisku Achen-Forst.
11 stycznia 1917 roku jednostka została przeformowana i zmieniona we Fliegerabteilung 9 (FA 9).
W jednostce służyli m.in. Rudolf Kleine, Ernst Hess, Ludwig Hanstein.

## Dowódcy Eskadry
| Stopień | Nazwisko | Okres                   |
| ------- | -------- | ----------------------- |
| Kapitan | Musset   | 01.08.1914 – xx.xx.xxxx |